# Dendrobium loesenerianum
Dendrobium loesenerianum är en orkidéart som beskrevs av Rudolf Schlechter. Dendrobium loesenerianum ingår i släktet Dendrobium, och familjen orkidéer. Inga underarter finns listade i Catalogue of Life.